# Fernand Rau
Ferdinand Rau dit Fernand Rau, né le 7 octobre 1940 à Hesperange (Luxembourg) et mort d'un accident de la route le 2 juin 1994 à Luxembourg (Luxembourg), était un économiste et homme politique luxembourgeois.

## Biographie

### Carrière professionnelle
Ancien employé de banque de 1965 à 1970, il devient journaliste et en particulier rédacteur de la rubrique économique du Luxemburger Wort. De 1972 à 1978, il est chargé de cours à l'université. Par ailleurs, il est membre de l'Institut grand-ducal jusqu'à sa mort.

### Parcours politique
À l'origine, Fernand Rau s'engage dans le Parti populaire chrétien-social (CSV). À la suite des élections législatives de 1979, il fait son entrée au sein de la Chambre des députés pour la circonscription Centre. Réélu aux législatives de 1984 et 1989, en novembre 1992, après un différend sur sa candidature à une fonction dans la Commission européenne — qu'il ne reçoit pas —, il quitte le CSV et en mars 1993, avec son épouse Hilda Rau-Scholtus, ils rejoignent le tout jeune Parti réformiste d'alternative démocratique (ADR).
Dans le cadre de son travail parlementaire, il est l'auteur de la « loi Rau » ou « loi visant à favoriser les investissements productifs des entreprises et la création d'emplois au moyen de la promotion de l'épargne mobilière ». Celle-ci sert de modèle à des lois similaires en France et en Belgique. 

### Mort
Fernand Rau décède le 2 juin 1994 des suites d'un accident de voiture.

### Vie privée
Après la mort de son mari, écrasé par un camion pour des raisons qui ne sont pas encore élucidées, sa femme fonde un nouveau parti politique, le Parti des droits de l'Homme neutre et indépendant (lb) (en luxembourgeois : Neutral an onofhängeg Mënscherechterpartei), abrégé en NOMP. Le parti présente des listes dans les circonscriptions Sud et Centre du pays sans succès aux législatives de 1994,. Il disparaît par la suite. 